# Katastrophenfilm

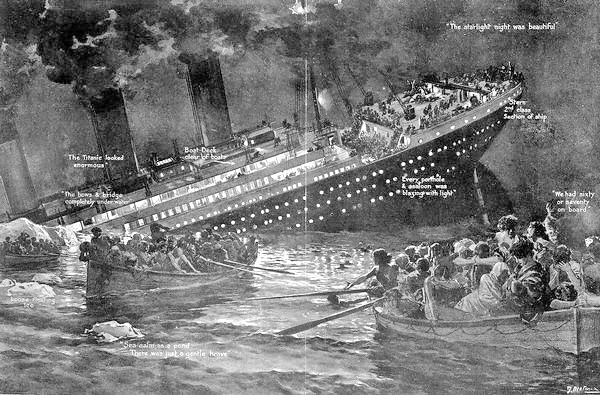
Häufiges Spannungsmoment des Katastrophenfilms: Die Hybris des Menschen gegenüber den Naturgewalten
(hier der Untergang der Titanic)

Der Katastrophenfilm bezeichnet ein Filmgenre, bei dem ein allumfassendes Unglück die Rahmenhandlung darstellt. Häufig verwendete Szenarien sind Erdbeben, Überschwemmungen, Vulkanausbrüche, Großbrände, Bedrohungen durch Meteoriten, Stürme, Flugzeugabstürze oder Schiffshavarien, im Zuge derer sich ein einzelner Mensch oder eine Gruppe beweisen muss. Die in der Regel stereotype Inszenierung des über sich hinauswachsenden Helden im Angesicht einer übermächtigen Bedrohung wird teilweise als „starr und variationsarm“ kritisiert. Dominierend sind archaische Zerstörungsorgien, die meist durch „restaurative Happy-Ends eingedämmt werden“. Exemplarische Vertreter des Genres sind Airport (1970), Die Höllenfahrt der Poseidon (1972), Erdbeben (1974), Flammendes Inferno (1974), Meteor (1979), Twister (1996), Volcano (1997), Dante’s Peak (1997), Titanic (1997), Deep Impact (1998), Armageddon (1998), 2012 (2009) oder San Andreas (2015).

## Geschichte
Filmhistorisch wurzelt der Katastrophenfilm in den frühen Sensationsfilmen, etwa dem 1902 von Georges Méliès inszenierten Film Éruption volcanique à la Martinique. Als erster klassischer Katastrophenfilm, welcher der heute geläufigen Ästhetik folgt, gilt San Francisco (USA, 1936). Eine erste Hochphase hatte der Katastrophenfilm in den 1950er Jahren, als die Konkurrenz zum Fernsehen spektakulärere Filmsujets beförderte. Dazu ergänzte das Genre die zu dieser Zeit im Horror- und Science-Fiction-Film verbreiteten Bedrohungsszenarien. Während in den frühen 1970er Jahren die Generation des New Hollywood das desillusionierte Lebensgefühl einer verunsicherten Gesellschaft thematisierte, setzte das traditionelle Studiosystem unter anderem auf Katastrophenfilme nach klassischem Erfolgsrezept mit großem Budget und Staraufgebot, darunter Charlton Heston, Steve McQueen, George Kennedy, Ava Gardner, Paul Newman, Dean Martin. In dieser Zeit entstanden zahlreiche technisch aufwändige und zum Teil fortschrittliche Produktionen, etwa der Film Erdbeben (1974) mit der Einführung des Sensurround-Tonverfahrens. Seit den 1990er Jahren ermöglichen digitale Filmeffekte bildintensive Formen von Explosionen und Zerstörungen, die zu einer Renaissance des Genres führten.